# Cybister
Genre
Cybister est un genre d'insectes de l'ordre des coléoptères, de la famille des dytiscidés, de la sous-famille des dytiscinés.

## Espèces rencontrées en Europe
Selon Fauna Europaea (7 févr. 2015) :
- Cybister (Cybister) senegalensis Aubé, 1838
- Cybister (Cybister) tripunctatus (Olivier, 1795)
- Cybister (Melanectes) vulneratus Klug, 1834
- Cybister (Scaphinectes) lateralimarginalis (De Geer, 1774)

## Liste des sous-genres et espèces
Selon Catalogue of Life (31 août 2014) :
- Cybister alemon
- Cybister alluaudi
- Cybister aterrimus
- Cybister basilewskyi
- Cybister bellicosus
- Cybister bengalensis
- Cybister bimaculatus
- Cybister blötei
- Cybister brevis
- Cybister buqueti
- Cybister burgeoni
- Cybister cardoni
- Cybister cavicollis
- Cybister celebensis
- Cybister cephalotes
- Cybister chinensis
- Cybister cinctus
- Cybister cognatus
- Cybister concessor
- Cybister confusus
- Cybister convexus
- Cybister crassipes
- Cybister crassiusculus
- Cybister dehaanii
- Cybister dejeanii
- Cybister desjardinsii
- Cybister dissentiens
- Cybister distinctus
- Cybister dytiscoides
- Cybister ellipticus
- Cybister ertli
- Cybister explanatus
- Cybister extenuans
- Cybister favareli
- Cybister feraudi
- Cybister festae
- Cybister fimbriolatus
- Cybister flavocinctus
- Cybister fumatus
- Cybister fusculus
- Cybister godeffroyi
- Cybister gracilis
- Cybister griphodes
- Cybister gschwendtneri
- Cybister guerini
- Cybister guignoti
- Cybister hypomelas
- Cybister insignis
- Cybister irritans
- Cybister janczyki
- Cybister javanus
- Cybister laevis
- Cybister lateralimarginalis
- Cybister lewisianus
- Cybister limbatus
- Cybister longulus
- Cybister loxidiscus
- Cybister lynceus
- Cybister marginicollis
- Cybister mesomelas
- Cybister mocquerysi
- Cybister modestus
- Cybister natalensis
- Cybister nebulosus
- Cybister nigrescens
- Cybister nigripes
- Cybister occidentalis
- Cybister operosus
- Cybister owas
- Cybister papuanus
- Cybister parvus
- Cybister pectoralis
- Cybister pederzanii
- Cybister pinguis
- Cybister posticus
- Cybister procax
- Cybister prolixus
- Cybister puncticollis
- Cybister reichei
- Cybister rugosus
- Cybister rugulosus
- Cybister schoutedeni
- Cybister semiaciculatus
- Cybister semirugosus
- Cybister senegalensis
- Cybister siamensis
- Cybister smaragdinus
- Cybister straeleni
- Cybister sugillatus
- Cybister sumatrensis
- Cybister thermolytes
- Cybister tibialis
- Cybister tripunctatus
- Cybister ventralis
- Cybister vicinus
- Cybister vulneratus
- Cybister weckwerthi
- Cybister wittmeri
- Cybister yulensis
- Cybister zimmermanni

Selon ITIS (31 août 2014) :
- sous-genre Cybister (Cybister) Curtis, 1827
- sous-genre Cybister (Megadytoides) Brinck, 1945
- sous-genre Cybister (Melanectes) Brinck, 1945
- sous-genre Cybister (Neocybister) K. B. Miller, Bergsten & Whiting, 2007
- Cybister parvus Trémouilles, 1984